# جليز
جِلِيز أو ڭِلِيز هو حي في مدينة مراكش المغربية، ويشكل إحدى المقاطعات الخمسة المكونة لبلدية مراكش.
بلغ عدد سكان مقاطعة جليز 188،333 فردا في عام 2014 م.
أخذ حي جليز اسمه من جبل صغير يحده شمالا. هذا الجبل هو كتلة غير مرتفعة من الحجر الرملي تقع شمال غرب المدينة القديمة بمراكش.
أسس الحي في عام 1913 م بأمر من المقيم العام الفرنسي بالمغرب ليوطي، وقد وضع تصميمه المهندس الفرنسي ألبير لندي. بلغ عدد سكانه في عام 1919 م 817 فردا أغلبهم أجانب.